# 信田作太夫
信田 作太夫（しだ さくだゆう）は、江戸時代末期（幕末）の人物。周防徳山藩士。徳山七士の一人。諱は徽胤、号は秋栞。父は信田十左衛門盛諄。

## 生涯
文政12年（1829年）5月16日、徳山藩士・信田十左衛門盛諄の長男として生まれる。
安政元年（1854年）3月、筑後柳川藩に遊学し、加藤嘉右衛門に槍術を学び、日ならずしてその塾頭となる。後に備後福山藩に招かれて、槍術を指南する。
文久2年（1862年）、遠藤貞一郎と共に、攘夷督促の勅使・姉小路公知の護衛に加わって江戸に赴く。翌文久3年（1863年）春に京に戻って周旋方となった後、選ばれて御親兵となり堺町門を警衛したが、同年8月18日の八月十八日の政変のために帰国。
元治元年（1864年）の禁門の変後に徳山藩内で保守派が政権を握ると、同年8月11日に本城清、浅見安之丞と共に捕らえられ、浜崎の獄に繋がれる。
元治2年（1865年）1月14日、保守派に「死一等を減じ流罪に処す」と偽られて本城清や浅見安之丞と共に新宮浜に連れ出され、絞殺された。享年37。3人の死は、獄中における病死として徳山藩主・毛利元蕃や萩藩に報告された。その後、長州藩において高杉晋作らによって保守派が失脚すると、徳山藩主・毛利元蕃は徳山七士の家を復興してその遺族を厚遇した。
明治21年（1888年）に徳山毛利家当主・毛利元功のたっての願いで徳山七士全員は明治天皇の命により、例外的に靖国神社に合祀された。明治31年（1898年）には徳山七士全員に従四位が贈られた。また、周南市の児玉神社には七士の顕彰碑と贈従四位の碑が建っている。